# The Mirror (álbum)
The Mirror es el séptimo álbum de estudio de la banda británica Spooky Tooth. Se publicó en agosto de 1974 a través de Island Records.

## Recepción de la crítica
Kevin J de Outsider-Rock calificó The Mirror como “un álbum de hard rock progresivo más convencional”. Billboard lo llamó “uno de los mejores esfuerzos de este año”. Un escritor no especificado de Record World declaró: “[Spooky Tooth] realiza su segunda salida con Island generando rock de alta energía de manera elegante”.

## Créditos y personal
Créditos adaptados desde las notas de álbum de The Mirror.
Músicos
- Gary Wright – voz principal y coros, piano, clavinet, órgano, sintetizador Moog
- Mick Jones – guitarra, percusión, coros
- Mike Patto – voz principal y coros, piano eléctrico, batería, percusión, clavinet, órgano
- Bryson Graham – batería, percusión
- Val Burke – bajo eléctrico, voz principal y coros

Personal técnico
- Gary Wright – productor
- Mick Jones – productor
- Eddie Kramer – productor, ingeniero de audio
- Dave Whitman – ingeniero asistente, programación
- George Lopez – ingeniero asistente
- Bob Ludwig – masterización
- Ruby Mazur – diseño

## Posicionamiento
| Gráfica (1974–75)                         | Pico de posición |
| ----------------------------------------- | ---------------- |
| Canadá (RPM Top Albums)                   | 88               |
| Estados Unidos (Billboard Top LPs & Tape) | 130              |